# Неджметин Ербакан
Неджметин Ербакан (на турски: Necmettin Erbakan) е турски политик, инженер и академик. В периода 28 юни 1996 – 30 юни 1997 г. е министър-председател на Турция. По-късно е подтикнат от военните да се оттегли като премиер, а по-късно и от Конституционния съд на Турция, за нарушение в разделението между религия и държава.
Политическата идеология и движение – Национално мнение, основано от Ербакан, призовава за укрепване на ислямските ценности в Турция и премахване на това, което Ербакан възприема като негативно светско влияние на западния свят в полза на по-близки отношения с мюсюлманските страни. Политическите възгледи на Ербакан са в противоречие с основния принцип на секуларизма в Турция, завършващ с отстраняването му от длъжност. С тази си идеология, той е основател и лидер на няколко значими ислямски политически партии в Турция от 1960-те до 2010–те: Партия на националния ред, Национално спасение, Партия на благоденствието, Партия на добродетелта и Партия на щастието.

## Биография
Завършва машинно инженерство в Истанбулския университет през 1948 г. Продължава научните си занимания във Висшето техническо училище в Аахен, Западна Германия. По-късно работи за фирмата Deutz.
През 1965 г. става професор в Истанбулския технически университет. От 28 юни 1996 г. до 30 юни 1997 г. е министър-председател на Република Турция. Женен, баща на три деца.

## Политическа дейност
През 1970 г. основава „Партията на националния ред“, която година по-късно е забранена. През 1973 г. основава Националната партия на благото, от името на която участва в три коалиции в периода до 1978 г.
След военния преврат от 12 септември 1980 г. е арестуван, две години по-късно му е наложена 10-годишна забрана за политическа дейност. През 1987 г. е избран за председател на „Партията на благоденствието“, от чието име застава и начело на правителството от 28 юни 1996 г. Политиката на воденото от него коалиционно правителство влиза в явно противоречие с обявената от Мустафа Кемал Ататюрк светска държавна доктрина в Турция. На 30 юни 1997 г. Ербакан е принуден под силния натиск на турските военни да напусне премиерското място, партията му е забранена, а самият той получава нова 5-годишна забрана за политическа дейност.
Ербакан участва дейно в основаването на „Партията на добродетелта“, която е забранена от турския конституционен съд. Ербакан счита, че в исторически и икономически аспект ислямът е единственото спасение за човечеството.

## Възгледи
Неговата външна политика има два основни стълба: панислямизъм и борба срещу ционизма. Той създава D-8 или Развиващата се осморка, за да постигне икономическо и политическо единство между мюсюлманските страни. Той има осем членове, включително Турция, Иран, Малайзия, Индонезия, Египет, Бангладеш, Пакистан и Нигерия.
Ербакан има приятелство с Жан-Мари Льо Пен, поради споделеното им убеждение, че християнската и ислямската цивилизация са несъвместими и сходните им десни националистически идеологии.